# Atak ze znanym tekstem jawnym
Atak ze znanym tekstem jawnym – jedna z najpopularniejszych metod łamania szyfrów, która zakłada, że kryptoanalityk dysponuje zarówno szyfrogramami, jak i ich tekstami jawnymi, dzięki którym ma możliwość uzyskania klucza szyfrującego. Istnieje wiele sposobów zdobycia szyfrogramu danego tekstu jawnego: może zostać przechwycony lub przekupiona osoba może zaszyfrować konkretny tekst jawny. W przypadku algorytmów z kluczem publicznym uzyskanie szyfrogramu z tekstu jawnego nie jest żadnym problemem.
Atak ten został wykorzystany w kryptoanalizie liniowej na DES. Nie jest to jednak atak praktyczny, ponieważ wymaga dużej liczby znanych tekstów jawnych – około {\displaystyle 2^{43}.}